# A Desobediência Civil
A Desobediência Civil (em inglês, Civil Disobedience) é um ensaio escrito por Henry David Thoreau em 1849.
Thoreau escreveu o livro após ter sido preso por não pagar seus impostos, que ele se negou a pagar porque financiavam a guerra contra o México, que na época teve grande parte de seu território anexado pelos EUA. 
De caráter anarquista e libertário, a obra inspirou Mahatma Gandhi, Leon Tolstói, Martin Luther King Jr. e o movimento hippie, além de algumas tendências anarquistas.